# Seznam integrovaných dopravních systémů v Česku
Seznam integrovaných dopravních systémů v Česku obsahuje přehled integrovaných dopravních systémů (dále IDS) v České republice, pokrývané území a stručnou charakteristiku nebo zvláštní znaky těchto systémů. Integrovaný dopravní systém je systém dopravní obsluhy určitého uceleného území veřejnou dopravou, zahrnující více druhů dopravy a/nebo linky více dopravců. V českých IDS se používá zejména zónový nebo pásmový tarif. Rozdělení na zóny je vhodnější v území s více regionálními centry, zatímco pásmové rozdělení území IDS do mezikruží čili prstenců je výhodnější pro menší území s jednou městskou aglomerací uprostřed.
IDS se nacházejí v různém stupni integrace. Kromě krajských nebo větších integrovaných systémů existují i lokální přesahy MHD za hranice města či dohody dopravců o vzájemném uznávání jízdenek.
| IDS                                                                   | Zkratka | Území                                 | Doba existence | Koordinátor, organizátor                                        | Poznámky                                               |
| --------------------------------------------------------------------- | ------- | ------------------------------------- | -------------- | --------------------------------------------------------------- | ------------------------------------------------------ |
| Pražská integrovaná doprava                                           | PID     | Hlavní město Praha, Středočeský kraj  | od 1992        | ROPID, IDSK                                                     |                                                        |
| Středočeská integrovaná doprava                                       | SID     | Středočeský kraj                      | 2005–2022      | kraj (do 2016), IDSK (od 2017)                                  | sloučena do PID                                        |
| Kladenská integrovaná doprava                                         | KLID    | Kladno a okolí                        | 2004–2006      |                                                                 | sloučena do SID                                        |
| Integrovaná doprava Benešovska                                        |         | linka Vlašim–Benešov                  | 2004–2006?     |                                                                 | sloučena do SID                                        |
| Integrovaná doprava Berounska                                         | IDB     | Beroun a okolí                        | 2005–2006      |                                                                 | sloučena do SID                                        |
| Integrovaný dopravní systém Jihočeského kraje                         | IDS JK  | České Budějovice a okolí              | od 2017        | JIKORD                                                          |                                                        |
| Českobudějovická integrovaná doprava                                  | IDS ČB  | České Budějovice, Hluboká nad Vltavou | 2001–2009      |                                                                 |                                                        |
| Integrovaný dopravní systém Jindřichův Hradec                         | IDS JH  | Jindřichův Hradec                     | od 2014        |                                                                 |                                                        |
| Integrovaný dopravní systém Táborska                                  | IDS TA  | Tábor a okolí                         | od 2003        |                                                                 |                                                        |
| Integrovaná doprava Plzeňského kraje                                  | IDPK    | Plzeňský kraj                         | od 2002        | Plzeňský holding (2002–2007), PMDP (2008–2010), POVED (od 2010) | původně Integrovaná doprava Plzeňska (IDP)             |
| Integrovaná doprava Karlovarského kraje                               | IDOK    | Karlovarský kraj                      | od 2004        | KIDS KK                                                         |                                                        |
| EgroNet                                                               |         | Karlovarský kraj                      |                | EgroNet                                                         | přeshraniční IDS i na území Bavorska, Saska a Durynska |
| Doprava Ústeckého kraje                                               | DÚK     | Ústecký kraj                          | od 2008        | kraj                                                            | původně Integrovaný dopravní systém Ústeckého kraje    |
| Integrovaný dopravní systém Libereckého kraje                         | IDOL    | Liberecký kraj                        | od 2009        | KORID LK                                                        |                                                        |
| Jablonecký regionální integrovaný dopravní systém                     | JARIS   | Jablonec nad Nisou                    | 2003–2009      | ČSAD Jablonec nad Nisou                                         |                                                        |
| Integrovaná regionální doprava Královéhradeckého a Pardubického kraje | IREDO   | Královéhradecký kraj, Pardubický kraj | od 2004        | OREDO                                                           |                                                        |
| Východočeský dopravní integrovaný systém                              | VYDIS   | Pardubice, Hradec Králové a okolí     | od 2002        | České dráhy                                                     |                                                        |
| Integrovaný dopravní systém Pardubického kraje                        | IDS Pk  | okres Pardubice, okres Chrudim        | 2008–2011      | kraj (2008–2010), OREDO (2010–2011)                             | nahrazen IREDO                                         |
| Veřejná doprava Vysočiny                                              | VDV     | Kraj Vysočina                         | od 2020        | kraj                                                            |                                                        |
| Integrovaný dopravní systém Jihomoravského kraje                      | IDS JMK | Jihomoravský kraj                     | od 2004        | KORDIS JMK                                                      |                                                        |
| Integrovaný dopravní systém Olomouckého kraje                         | IDSOK   | Olomoucký kraj                        | od 2003        | KIDSOK (od 2012)                                                |                                                        |
| Integrovaný dopravní systém Olomoucka                                 | IDOS    | okres Olomouc                         | 1997–2002      |                                                                 | sloučen do IDSOK                                       |
| Integrovaný dopravní systém Hranice                                   |         | Hranice a okolí                       | 2001–2002      |                                                                 | sloučen do IDSOK                                       |
| Integrovaný dopravní systém Šumperk                                   |         | Šumperk a okolí                       | 2001–2002      |                                                                 | sloučen do IDSOK                                       |
| Integrovaný dopravní systém Zábřeh                                    |         | Zábřeh a okolí                        | 2001–2002      |                                                                 | sloučen do IDSOK                                       |
| Integrovaný dopravní systém Moravskoslezského kraje ODIS              | ODIS    | Moravskoslezský kraj                  | od 1997        | Koordinátor ODIS                                                | původně Ostravský dopravní integrovaný systém (ODIS)   |
| Zlínská integrovaná doprava                                           | ZID     | Zlín, Otrokovice                      | od 1992        | Dopravní společnost Zlín-Otrokovice                             |                                                        |
| Integrovaný dopravní systém Napajedla                                 |         | Napajedla                             | 2007–2020?     |                                                                 |                                                        |
| Integrovaná doprava Zlínského kraje                                   | IDZK    | Zlínský kraj                          | od 2021        | KOVED                                                           |                                                        |